# Gustav Fischer (Landtechniker)
Gustav Fischer (* 28. November 1870 in Berlin; † 24. August 1963 in Berlin) war ein deutscher Landtechniker. Er lehrte seit 1902 an der Landwirtschaftlichen Hochschule Berlin und gilt als der „Altmeister der wissenschaftlichen Landmaschinenkunde“.

## Lebensweg

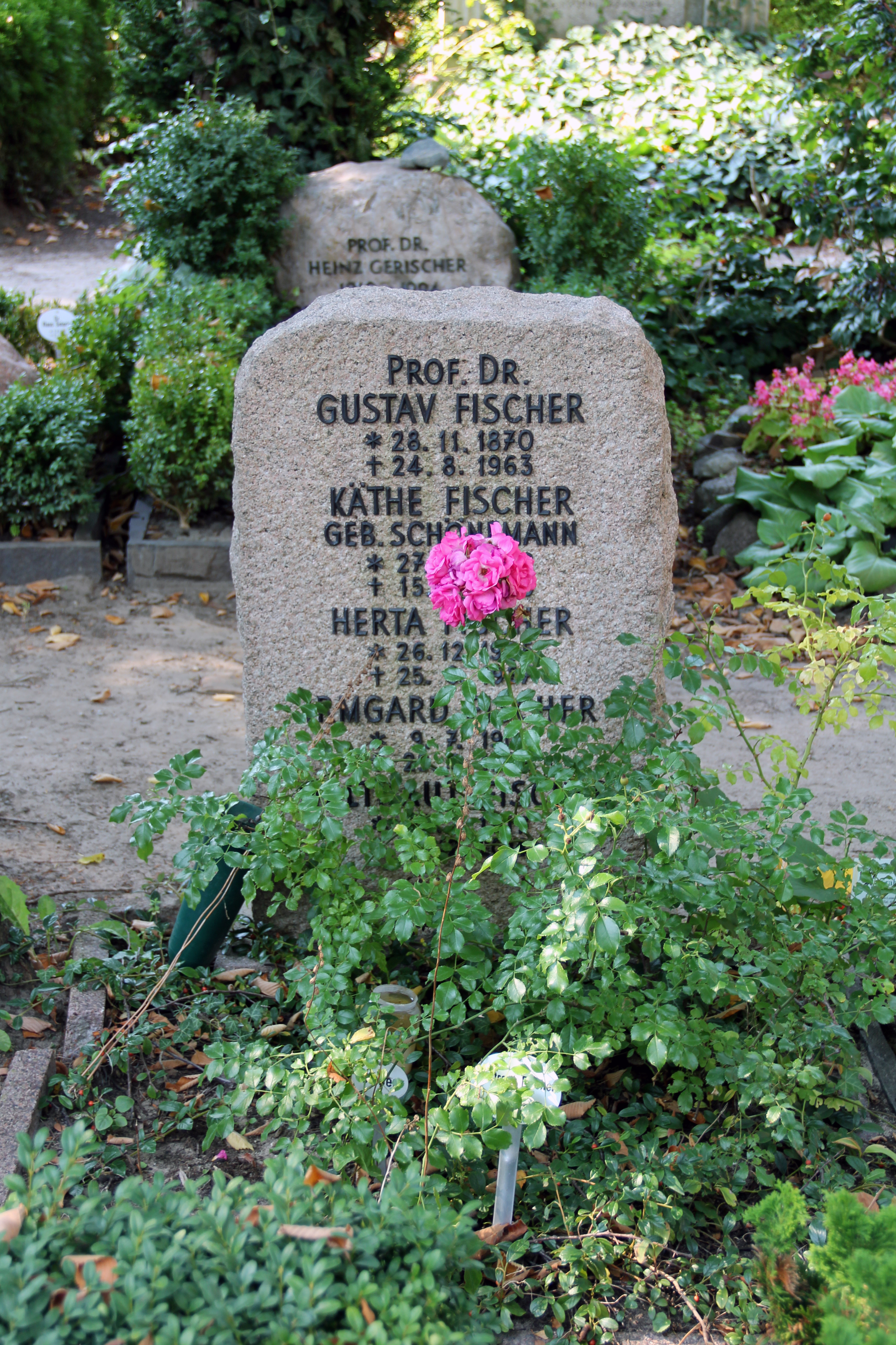
Grabstätte, Königin-Luise-Straße 55, in Berlin-Dahlem

Gustav Fischer, ursprünglich als Regierungsbaumeister bei der Berliner Eisenbahn tätig, erwarb sich seit 1898 als Stipendiat der Deutschen Landwirtschafts-Gesellschaft umfassende Kenntnisse und Erfahrungen in der landwirtschaftlichen Praxis sowie in einer Landmaschinenfabrik. Er unternahm „1901 auf die Dauer von 5 Monaten eine Studienreise nach Nordamerika“ und hörte Vorlesungen an der Technischen Hochschule in Berlin-Charlottenburg und an der Universität Halle (Saale). Nach diesem „Spezial-Studium“ promovierte er 1902 in Berlin mit der Dissertation Die sociale Bedeutung der Maschinen in der Landwirtschaft.
Im April 1902 wurde Fischer „zur kommissarischen Verwaltung des Lehrstuhles für landwirthschaftliche Maschinenkunde“ an der Landwirtschaftlichen Hochschule Berlin berufen und nach einem Jahr „zum etatsmäßigen Professor“ dieses Lehrstuhls ernannt. Er erhielt damit die erste ordentliche Professur für Landmaschinen in Deutschland. 1919 habilitierte er sich auch an der Technischen Hochschule Berlin und hielt dort Vorlesungen, um Studenten des Maschinenfaches für die Landwirtschaft zu begeistern. 1932 musste er wegen eines Herzleidens aus dem aktiven Universitätsdienst ausscheiden. 1945 übernahm er nochmals für zwei Jahre seinen alten Lehrstuhl in Berlin und beteiligte sich am Wiederaufbau des durch Bomben fast zerstörten Landmaschinen-Instituts.

## Lehre und Forschung
Fischer hat durch seine Lehr- und Forschungstätigkeit entscheidend dazu beigetragen, die traditionelle, überwiegend beschreibende Landmaschinenkunde zu einer experimentellen Landmaschinen-Wissenschaft zu entwickeln. In den drei Jahrzehnten seiner Tätigkeit als Hochschullehrer führte er, teilweise in Zusammenarbeit mit der Deutschen Landwirtschafts-Gesellschaft und anderen Institutionen, vergleichende Prüfungen für landwirtschaftliche Maschinen durch. Die Beurteilungen der Ergebnisse und die daraus abgeleiteten Verbesserungsvorschläge haben die Entwicklung des Landmaschinenbaus in Deutschland nachhaltig gefördert.
Die Publikationsliste Fischers umfasst 155 Arbeiten aus allen Bereichen der Landtechnik. Von seinen Büchern sind hervorzuheben zwei mehrfach aufgelegte Lehrbücher zur landwirtschaftlichen Maschinenkunde und die 1936 erschienene, gemeinsam mit J. Hansen verfasste Geschichte der Deutschen Landwirtschafts-Gesellschaft. Für seine Verdienste auf dem Gebiet der Landtechnik verlieh ihm die Deutsche Landwirtschafts-Gesellschaft 1910 die Silberne Max-Eyth-Denkmünze,  später auch noch die Goldene. 1918 wurde Fischer zum Geheimen Regierungsrat ernannt. Von der Universität Bonn erhielt er 1948 die Ehrendoktorwürde. Der Verein Deutscher Ingenieure (VDI), dem er als Mitglied angehörte, verlieh ihm 1940 das VDI-Ehrenzeichen.

## Hauptwerke
- Die sociale Bedeutung der Maschinen in der Landwirtschaft. Diss. phil. Berlin 1902. – Zugl. in: Staats- und socialwissenschaftliche Forschungen. Band 20, Heft 5, 1902.
- Die Entwicklung des landwirtschaftlichen Maschinenwesens in Deutschland. Festschrift zum 25jährigen Bestehen der Deutschen Landwirtschafts-Gesellschaft. Bearbeitet von G. Fischer u. a. Berlin 1910 = Arbeiten der Deutschen Landwirtschafts-Gesellschaft, Heft 177.
- Landwirtschaftliche Maschinenkunde. Verlag G. Teubner Leipzig und Berlin 1910; 2. Aufl. ebd. 1919: 3. Aufl. ebd. 1926. = Aus Natur und Geisteswelt, Bändchen 316.
- Landmaschinenkunde. Lehr- und Hilfsbuch für Studierende und Landwirte. Verlag Eugen Ulmer Stuttgart 1928; 2. Aufl. ebd. 1951. – Unveränderter Nachdruck der ersten Auflage von 1928: Weltbild-Verlag Augsburg 2005.
- Geschichte der Deutschen Landwirtschafts-Gesellschaft (gemeinsam mit J. Hansen). Deutsche Verlagsgesellschaft Berlin 1936.